# Simon Shelton
Simon Shelton (Shepherd's Bush, Londres, Inglaterra; 13 de enero de 1966-Liverpool, Inglaterra; 17 de enero de 2018), también conocido como Simon Barnes, fue un actor británico, principalmente conocido por hacer de Tinky Winky en la serie de televisión infantil de la BBC, Teletubbies.

## Biografía

### Primeros años
Shelton nació en Londres, el 13 de enero de 1966.

### Carrera
Shelton interpretó a Dark Knight en Incredible Games desde 1994 hasta 1995. Desde julio de 1995 interpretó a Tinky Winky en los Teletubbies.

### Vida personal
Shelton se casó con Emma Robins y juntos tuvieron tres hijos.

### Muerte
El 17 de enero de 2018, Shelton fue hallado muerto en una calle de Liverpool. Horas después, se confirmó que su causa de muerte fue neumonía
.